# Timoclée précipite le capitaine d'Alexandre le Grand dans un puits
Timoclée précipite le capitaine d'Alexandre le Grand dans un puits est une peinture d'Elisabetta Sirani de 1659, adaptée d'une gravure de Matthäus Merian. Elle représente Timoclée poussant dans un puits le capitaine thrace qui l’a violée.
Elle se trouve au musée de Capodimonte, à Naples.

## Histoire
Peint en 1659, Timoclea fait partie d'une série de tableaux dans lesquels la peintre Elisabetta Sirani, à l'instar d'Artemisia Gentileschi, représente des personnages féminins forts et fiers, principalement tirés de l'histoire grecque et romaine et de la Bible. Comme dans beaucoup d'autres de ses œuvres, Sirani représente un personnage féminin historique raconté par Plutarque, son écrivain préféré.